# Dante Oscar Benini
Dante Oscar Benini (Milano, 18 maggio 1947) è un architetto e designer italiano.

## Biografia

### Studi e formazione professionale
Nato a Milano nel 1947, si trasferisce poco dopo a Venezia presso lo studio del professore Carlo Scarpa, dove riceve le prime lezioni e contemporaneamente svolge gli studi. Nel 1978 viene ospitato nello studio dell'architetto Frank Gehry, situato a Santa Monica (California). Si trasferisce poi anche in Inghilterra e successivamente in Brasile, dove nel 1979 ottiene la laurea presso l'Università Federale di Rio de Janeiro insieme Oscar Niemeyer. Qui fonda anche una scuola di design che estenderà poi anche in Italia presso Milano.

### Carriera
Soggiorna poi in Austria presso l'Università di Innsbruck e nel 1990, negli Stati Uniti, dove conosce Richard Meier che lo invita a formare un sodalizio professionale in Italia, per la costruzione del Ponte Cittadella ad Alessandria. Nel 1997 fonda il suo studio personale Dante O. Benini & Partners Architects. Nel 2000 entra nell'albo degli Architetti di Roma e nello stesso anno vince il concorso per la progettazione del più grande parco al mondo della scienza biogenetica, situato a Shenzhen (Cina). Ispirato da Bruno Zevi che ne ha elogiato spesso le opere cerca di adattare i propri progetti all'ambiente creando ed inventando nuove soluzioni senza legarsi troppo a schemi predeterminati.
Tra le opere più significative vi è il complesso per il gruppo farmaceutico turco Abdi Ibrahim in cui spiccano, oltre agli stabilimenti produttivi l'edificio per la ricerca e lo sviluppo che si estende per larga parte in ambiente ipogeo. Per Abdi Ibrahim è stata curata anche la progettazione della torre dirigenziale nel cuore di Istanbul, chiaramente individuabile nell'orizzonte di grattacieli anonimi che la circondano.
In Italia spicca in particolare la sede della Torno Internazionale a Milano realizzato in ristrutturazione e la cui caratteristica principale grazie ad un'intelligente disposizione di specchi e di una vela in acciaio è quello di cambiare luminosità nelle diverse ore del giorno e grazie a luci artificiali anche di notte.
Altro recupero importante è stato la Piazza del Terzo Millennio a Pisa che ha suscitato anche polemiche per l'eccessiva altezza dell'edificio principale del complesso alto come la Torre.
Nel 2013 è stato scelto da Aleksej Dobašin (CEO della società russa Krost) per la realizzazione del Living Art di Mosca, considerato l'opera d'arte abitabile più grande del mondo in costruzione prevista per il 2016 e a cui parteciperà anche il pittore milanese Mario Arlati.

## Pubblicazioni
- 1987 - Architetture e progetti 1970/1987 (Arnoldo Mondadori Editore)
- 1998 - Intuizione e rigore (ArcaEdizione)
- 2002 - La struttura della forma (ArcaEdizione)